# Peter Schep
Peter Schep (né le 8 mars 1977 à Lopik) est un coureur cycliste néerlandais. Spécialiste de la piste, il a été champion du monde de la course aux points à Bordeaux en 2006. Il a également été vice-champion du monde de la poursuite par équipes avec Jens Mouris, Levi Heimans et Niki Terpstra en 2005, de l'américaine avec Danny Stam en 2007 et de la course aux points en 2010.

## Palmarès sur piste

### Jeux olympiques
- Athènes 2004
  - 7e de la course aux points
- Pékin 2008
  - 8e de l'américaine
  - 20e de la course aux points

### Championnats du monde
- Los Angeles 2005
  -  Médaillé d'argent de la poursuite par équipes
  - 11e de la course aux points
- Bordeaux 2006
  -  Champion du monde de la course aux points
- Palma de Majorque 2007
  -  Médaillé d'argent de l'américaine (avec Danny Stam)
  - 8e de la course aux points
- Manchester 2008
  -  Médaillé de bronze de la course aux points
- Ballerup 2010
  -  Médaillé d'argent de la course aux points
  - 11e de l'américaine
- Apeldoorn 2011
  -  Médaillé de bronze de l'américaine (avec Theo Bos)
  - 6e de la course aux points
- Melbourne 2012
  - 7e de l'américaine
  - 8e de la poursuite par équipes
  - 14e de la course aux points
- Minsk 2013
  - 12e de l'américaine

### Coupe du monde
- 2004-2005 
  - 1er de la course aux points à Moscou
  - 2e de la poursuite par équipes à Manchester
  - 2e de la poursuite par équipes à Sydney
  - 2e de la poursuite par équipes à Moscou
- 2005-2006
  - 2e de la course aux points à Manchester
- 2006-2007 
  - 1er de l'américaine à Manchester (avec Jens Mouris)
- 2007-2008
  - 1er de l'américaine à Sydney (avec Jens Mouris)
  - 3e de la poursuite par équipes à Pekin
  - 3e de l'américaine à Copenhague
- 2008-2009
  - 3e de la poursuite par équipes à Manchester
- 2010-2011
  - 3e de l'américaine à Melbourne

### Championnats d'Europe
- 2006
  -  Médaillé d'argent de l'américaine
- 2007
  -  Champion d'Europe de l'américaine (avec Jens Mouris)
- 2009
  -  Médaillé de bronze de l'américaine
- 2011
  -  Champion d'Europe de course derrière derny
- 2012
  -  Médaillé de bronze de la course derrière derny

### Six jours
- Six jours d'Amsterdam : 2006 (avec Danny Stam)
- Six jours de Rotterdam : 2009 (avec Joan Llaneras) et 2012 (avec Wim Stroetinga)
- Six jours de Gand : 2010 (avec Iljo Keisse)
- Six jours de Brême : 2012 (avec Robert Bartko)
- Six jours de Zurich : 2012 (avec Kenny De Ketele)
- Six jours de Berlin : 2013 (avec Roger Kluge)

### Championnats nationaux
- Champion des Pays-Bas du scratch : 2003 et 2010
- Champion des Pays-Bas de la course aux points : 2004
- Champion des Pays-Bas de l'américaine : 2008 (avec Wim Stroetinga) et 2010 (avec Theo Bos)

## Palmarès sur route
- 1995
  - 3e étape des Trois Jours d'Axel
- 1999
  - 3e du Chrono champenois
- 2000
  - 6e étape de l'Olympia's Tour
- 2003
  - 3e étape de l'OZ Wielerweekend
- 2004
  - 3e étape du Tour de la province d'Anvers
- 2007
  - 2e étape du Tour du Brabant flamand
- 2009
  - 2e du Ronde van Midden-Nederland
- 2010
  - 4e étape des Trois Jours de Cherbourg
- 2012
  - Ronde van Zuid-Oost Friesland